# Moritz Ernemann
Moritz Ernemann (* 15. März 1798 in Eisleben; † 4. August 1866 in Breslau) war ein deutscher Komponist, Musiklehrer und Musikdirektor in Breslau.

## Leben
Moritz Ernemann absolvierte ein Studium im Fach Klavier. Zu seinen Lehrern gehörten Ludwig Berger und Carl Friedrich Zelter. Er wirkte in Berlin und als Lehrer am Konservatorium in Warschau. Ab 1833 lebte er in Breslau, wo er als geachteter Klavierlehrer am 4. August 1866 verstarb.
Er war mit Sophie geb. Halpert verheiratet, mit der er eine Tochter Annette verh. Korb (um 1835 – 1913) hatte.

## Werke
Gedruckte Werke:
- Charmes de Varsovie = Wdzięki Warszawy. Divertissement pour le piano-forte. Composé et dedié á m-lle la comtesse Hedvige Zamoyska. Brzezina, Warschau [1824] OCLC 1022821145
- Cotillon pour le pianoforte. Dédiée à Mademoiselle Sophie Halpert et composé. Brzezina, Warschau [1825] OCLC 122403738, [1827] OCLC 1084542221
- Cotillon elegant pour le piano-forte. Dédié à [...] Josephine Koehler et. Brzezina, Warschau [1832] OCLC 839258215, OCLC 80981689
- Divertissements, Klavier op. 6 Des-Dur [1832], DNB 1212215346[6]
- „Schöne Minka“. Introduction, variations et finale : sur un thème russe : pour le pianoforte. op. 7. Hofmeister, Leipzig [1832] OCLC 989747293, DNB 1212215591[7]
- Sechs deutsche Lieder mit Begleitung des Pianoforte. 2. Sammlung. Op. 9. Förster, Breslau [1833] OCLC 924921556[8]
- Acht deutsche Lieder mit Begleitung des Pianoforte. Op. 10. Weinhold, Breslau [1840] OCLC 932165171
- 8 Lieder für 4 Männerstimmen (Heil Dir im Thronesglanz – Kommt, Brüder, trinket froh mit mir – An der Elbe Strand – Guckt nicht in Wasser-Quellen – Trara! Trara! durch Feld und Wald – Der Tag ergraut – Ich und mein Fläschlein – Ein Liebster und sein Mädel.) Op. 12 Cranz, Breslau, [1836] OCLC 1000035915[9]
- Sechs Lieder mit Begleitung des Pianoforte : Op. 13, 4te Liedersammlung (Hör’ ich das Liedchen erklingen – Horch wie der Finke schlägt – Warum verfolgst du mich? – Sah’ ein Knab’ ein Röslein stehn – O wär’ ich doch ein Vögelein – Milde Abendlüftchen wehen.). Cranz, Breslau [1842], OCLC 751108095, 1850 OCLC 1061684237[10]
- 6 Lieder für 4stimmigen Männergesang (Rheinweinlied. Gebet vor der Schlacht. Vanitas, Vanitatum vanitas. Soldatenlied. Das Lied von den Jahren. Die Vogelscheuche). op. 16. Verlag: Leuckart, Breslau [1844]. OCLC 993827695[11][12]
  - Nr. 1. Rheinweinlied Es-Dur RISM ID: 301008676, RISM ID: 301007121
- 3 Hymnen zur häuslichen Andacht. Op. 18. No. 1, Ave Maria. Leuckart, Breslau 1844.[13]
- Für Schule und Haus. Vierstimmige Lieder f. Sopran, Alt, Tenor u. Bass. Op. 18. Leuckart, Breslau 1847[14]
- Kinderheimath. Sammlung leicht fasslicher Lieder für die Jugend. op. 19. Leuckart, Breslau 1847 OCLC 637872318, 1900 OCLC 1284697373[15][14]
- Fünf Lieder. Op. 22. Scheffler, Breslau.[16]
  - Nr. 1, Waldhornklang (Goldmann) OCLC 751084875
  - Nr. 2, Frühlingslied von der Frau Nachtigall (Ernst Moritz Arndt) OCLC 751113706
  - Nr. 3, Wanderlied (Eichendorf) OCLC 751108161
  - Nr. 4, Lied „Wo bist, in Thal und Bergen“ OCLC 751114032
  - Nr. 5, Vogelgesang vor der Müllerin Fenster OCLC 751113869
- 6 Lieder. No. 1, Wiegenlied. (Mutter, o sing’ mich zur Ruh.) No. 2, Der Frühling ist da. No. 3, Ein Vöglein sass auf grünem Zweig. No. 4, Freudvoll und leidvoll. No. 5, Waldvöglein. No. 6, Wiegenlied. (Liebchen, lass dich küssen.) op. 23. Hainauer, Breslau 1856[17]
- Vier zweistimmige Lieder mit Begleitung des Pianoforte. Op. 24. Hainauer, Breslau OCLC 633388443, OCLC 932166740[18]
- Vier Lieder für eine Singstimme mit Begleitung des Pianoforte. Opus 26. Hientzsch, Breslau 1861 OCLC 1061695221[19]
  - No. 1. Leise zieht durch mein Gemüth, von H. Heine.
  - No. 2. Frühlingsgruss („Du heller linder Abendwind“), von W. Müller.
  - No. 3. Fahrewohl du holde Liebe, von Fouqué.
  - No. 4. Liebesbotschaft („Rauschendes Bächlein, so silbern und hell“), von L. Rellstab. [1875]
- 4 Gesänge für 4 Männerstimmen. op. 27. Hientzsch, Breslau 1861[19]
  - Nr. 1. Ausmarsch, G-Dur RISM ID: 301007117
  - Nr. 2. Warnung vor dem Wasser E-Dur (Wilhelm Müller) RISM ID: 301008715
  - Nr. 3. Ins Weinhaus.
  - Nr. 4. Ade. Von A. Kahlert. Es-Dur RISM ID: 301008716, RISM ID: 301007119
- Valse brillante für Klavier. op. 28. Hainauer, Breslau 1864[20]
- Lied „Sie sollen ihn nicht haben, den freien deutschen Rhein!“ : von Nicol. Becker : Für eine Singstimme mit Begleitung des Pianoforte : Von ... 3. Auflage Cranz, Breslau OCLC 839258216, 4. Auflage [1840] OCLC 255694380[21]
- „Ich hab’ einen muthigen Reiter gekannt“ Lied zu Blüchers Gedächtniss. Cranz, Breslau 1841 OCLC 611331531[22]
- Deutschland über Alles (Hoffmann von Fallersleben). Leuckart, Breslau 1847[23]
- Ulubiony Mazur, Valse, Valse et Galopp für Klavier. Sennewald, Warschau 1836[24]
- Dix variations : pour le pianoforte composées et dédiées a Mr. le President Fr. Brunner OCLC 40594303

Handschriftlich überlieferte Werke:
- Gebet der Bergknappen für Männerchor, G-Dur RISM ID: 301007120
- Husarenlied für Männerchor A-Dur RISM ID: 301007118
- Die Jahre für Männerchor C-Dur RISM ID: 301007269
- Schützenlied F-Dur RISM ID: 301007115
- O Wald du kühlender Bronnen für Männerchor, F-Dur RISM ID: 301007116